# Danielle Fournier
Pour les articles homonymes, voir Fournier.
Danielle Fournier, est une poète, romancière et essayiste québécoise, née à Montréal le 1er octobre 1955.

## Biographie
Titulaire d'un doctorat en littérature - spécialisation en psychanalyse et écriture - de l'Université de Sherbrooke (1987), Danielle Fournier est professeure depuis les années 80. Elle enseigne notamment à l'Université de Sherbrooke, à l'Université du Nouveau-Brunswick, à l'Université McGill, à l'Université du Québec à Montréal ainsi qu'à l'Université Concordia. Depuis 1992, elle est aussi professeure au Collège Jean-de-Brébeuf.
Selon Guy Cloutier, Danielle Fournier est « l'une des voix les plus denses de la poésie actuelle ». Elle est l'auteure de nombreux recueils de poésie, de récits, de nouvelles ainsi que d'un essai,,,,,,,.
En poésie, elle publie notamment Personne d'autre que l'amour (Éditions du Noroît, 1993), Poèmes perdus en Hongrie (Éditions VLB, 2002) ainsi qu'Abandons (Éditions Triptyque, 2020),.
Elle est aussi l'auteure de deux récits : L'Empreinte (Éditions VLB, 1988) et Le chant unifié (Leméac, 2005), d'un recueil de nouvelles : Celle qui marchait sur la pointe des pieds (Leméac, 2005) ainsi que d'un essai : Dire l'autre (Éditions Fides, 1988),.
Ayant publié plusieurs textes, poèmes et critiques dans de nombreuses revues (Exit, Arcade, Estuaire, Moebius, NBJ, Spirale, Passage, Éloizes, Urgences, Québec français et Voix et Images), Danielle Fournier signe également des textes dans des anthologies dont l'Anthologie de la poésie des femmes au Québec des origines à nos jours, préparée par Nicole Brossard et Lisette Girouard (Éditions du remue-ménage, 2003).
Elle participe également à plusieurs colloques, conférences, tournées et communications au Canada ainsi qu'en Europe.
En plus d'être récipiendaire du Prix Joseph-S.-Stauffer (1993), elle reçoit le Prix Alain-Grandbois (2003) de l'Académie des lettres du Québec. Danielle Fournier est également finaliste au Prix du Gouverneur général (2005, 2010) ainsi qu'au Grand prix Quebecor du Festival international de la Poésie (2010),,,.
Danielle Fournier est membre de l'Union des écrivaines et des écrivains québécois.

## Œuvres

### Poésie
- Les mardis de la paternité, ou, Le regard appris, Montréal, Éditions Triptyque, 1983, 107 p.  (ISBN 978-2-89031-009-4)
- Objets, Montréal, Éditions VLB, 1989, 107 p.  (ISBN 2890053768)
- Personne d'autre que l'amour, Montréal, Éditions du Noroît, 1993, 68 p.  (ISBN 2-89018-252-5)
- Langue éternelle, Montréal, Éditions du Noroît, 1998, 71 p.  (ISBN 2-89018-404-8)
- Ne me dis plus jamais qui je suis, Laval, Éditions Trois, 2000, 96 p.  (ISBN 2-89516-014-7)
- Dans le roc, la blessure du vent, suivi de, Montréal est une peau de femme, Paris, Aumage éditions, 2002, 56 p.  (ISBN 2-9517955-4-8)
- Poèmes perdus en Hongrie, Montréal, Éditions VLB, 2002, 148 p.  (ISBN 2-89005-811-5 et 9782890058118)
- Il n'y a rien d'intact dans ma chair, Montréal, Éditions de L'Hexagone, 2004, 85 p.  (ISBN 2-89006-720-3)
- Je reconnais la patience de l'arbre, Saint-Benoit-du-Sault, Tarabuste, 2008, 86 p.  (ISBN 978-2-84587-165-6)
- Effleurés de lumière, Montréal, Éditions de L'Hexagone, 2009, 146 p.  (ISBN 978-2-89006-831-5)
- Abandons, Montréal, Éditions Triptyque, 2020, 82 p.  (ISBN 9782898010835)

### Récits
- L'Empreinte, Montréal, Éditions VLB, 1988, 127 p.  (ISBN 2890053407)
- Le chant unifié, Montréal, Leméac, Coll. Ici l'ailleurs, 2005, 145 p.  (ISBN 2-7609-6513-9)

### Nouvelles
- Celle qui marchait sur la pointe des pieds, Montréal, Éditions Leméac, 2019, 101 p.  (ISBN 9782760947948)

### Essais
- Lecture nouvelle de quelques romans québécois suivi de Réflexion sur la féminité dans le récit et de l’Étranger hétérodiégétique et homothétique, Montréal, AQPC, Collège Jean-de-Brébeuf, 1995.
- Dire l'autre, Montréal, Éditions Fides, 1988, 68 p.  (ISBN 2-7621-2042-X)

### Collaborations
- De ce nom de l'amour : une sorte d'écho et de vertige, Danielle Fournier et Louise Coiteux, avec les photographies de Daniel Beauregard, Montréal, Éditions Triptyque, 1965, 107 p.  (ISBN 978-2-920602-02-1)
- Lignes de métro, sous la direction de Danielle Fournier et Simone Sauren, Montréal, Éditions de L'Hexagone, 2002, 203 p.  (ISBN 2-89006-676-2 et 9782890066762)
- Iris, Danielle Fournier et Luce Guilbaud, Montréal, Éditions de L'Hexagone, 2012, 113 p.  (ISBN 978-2-89006-913-8)

## Prix, distinctions et nominations
- 1993 - Récipiendaire : Prix Joseph-S.-Stauffer[16]
- 2003 - Récipiendaire : Prix Alain-Grandbois (Pour Perdus en Hongrie)[17]
- 2010 - Finaliste : Prix du Gouverneur général (Pour Effleurés de lumière)[18]